# ラフィ・アリ
ラフィ・アリ（Rafi Ali、1972年12月11日 - ）は、シンガポールの元サッカー選手、サッカー指導者。元シンガポール代表。ポジションはMFでスイーパーやプレイメーカーとしても活躍した。

## クラブ歴
父親が村のチームでサッカーをしていたのを見て、祖父の後押しもありサッカーを始めたと云う。その後、シンガポール代表対マレーシア代表の親善試合でファンディ・アマドらを見て、プロそして代表を志すようになった。
経歴としてはゲイラン・ユナイテッドFCのユース出身。ユース時代の1990年にはナズリ・ナシル、サニザル・ジャミルと共に、チェコスロバキアのFCニトラに二ヶ月のトレーニングを受けに行った。1992年にプロに昇格した。1994年にはシンガポールFAに移籍した。同チーム加入時には兵役の関係で出場が危ぶまれたが、加入後一戦目からスターティングイレブンにファンディ・アマドらの推挙もあり選ばれた。1995年には古巣のゲイラン・ユナイテッドFCに復帰した。その後、シンガポール・アームド・フォーシズFCとゲイラン・ユナイテッドFCを行き来し、2003年にタンピネス・ローバースFCに加入。同チームに2008年まで在籍し、現役を引退した。

## 代表歴
代表初招集は1992年であったが、代表デビューは1994年となった。1998年には1998 タイガーカップの同国代表として出場し、同大会で初優勝を果たした。

## 監督歴
2014年4月27日に、当時タンピネス・ローバースFCの監督であったサリム・モインの辞任を受けて監督に抜擢された。同チームの監督としてはシンガポール・チャリティーシールドを制した。
また、工芸教育学院男子サッカー部の監督も務めている他、ラフィ・アリ・サッカースクールで子供にサッカーの教育をしている。

## タイトル

### 代表
シンガポール
- 東南アジアサッカー選手権: 1998
- マレーシア・プレミアリーグ:1994
- マレーシアカップ: 1994